# Dimensionamiento geométrico y tolerancia

Un ejemplo de dimensionamiento geométrico y tolerancia para un agujero

El dimensionamiento geométrico y tolerancia (GD&T, por sus siglas en inglés) es un sistema para definir y comunicar tolerancias de fabricación. Es un lenguaje usado en dibujos de diseño mecánico compuesto por símbolos que son usados para describir explícitamente la geometría nominal de una pieza o elemento y su variación permitida o tolerancia.
Este sistema de dimensionamiento y tolerancias, hace posible la fabricación en serie de infinidad de piezas y partes que posteriormente deben ser perfectamente ensambladas, para formar un conjunto utilizable para el fin que ha sido diseñado.

## Representación gráfica

### Símbolo
Para delimitar las posibles imperfecciones de geometría, se utilizan las tolerancias geométricas aplicables a los distintos elementos constitutivos de una pieza. Cada norma, según el país, establece las definiciones, símbolos e indicaciones utilizadas para los dibujos. A continuación se resumen las indicadas por la norma: UNE 1-121-91.
| Elementos y tipo de tolerancia | Elementos y tipo de tolerancia | Características geométricas       | Símbolo |
| ------------------------------ | ------------------------------ | --------------------------------- | ------- |
| Elementos aislados             | Forma                          | Rectitud                          |         |
| Elementos aislados             | Forma                          | Planicidad                        |         |
| Elementos aislados             | Forma                          | Redondez, Circularidad            |         |
| Elementos aislados             | Forma                          | Cilindricidad                     |         |
| Elementos aislados o asociados | Forma                          | Perfil de una línea               |         |
| Elementos aislados o asociados | Forma                          | Perfil de una superficie          |         |
| Elementos asociados            | Orientación                    | Perpendicularidad                 |         |
| Elementos asociados            | Orientación                    | Angularidad, Inclinación          |         |
| Elementos asociados            | Orientación                    | Paralelismo                       |         |
| Elementos asociados            | Posición                       | Simetría                          |         |
| Elementos asociados            | Posición                       | Posición                          |         |
| Elementos asociados            | Posición                       | Concentricidad, Coaxialidad       |         |
| Elementos asociados            | Oscilación                     | Recorrido, (Oscilación), circular |         |
| Elementos asociados            | Oscilación                     | Recorrido, (Oscilación), total    |         |

| Símbolo | Modificador                        |
| ------- | ---------------------------------- |
|         | Estado libre                       |
|         | Condición de mínimo material (LMC) |
|         | Condición de máximo material (MMC) |
|         | Zona de tolerancia proyectada      |
|         | Indiferencia dimensional (RFS)     |
|         | Plano tangente                     |
|         | Unilateral                         |

### Datums y referencias datum
Un datum es un plano, línea, punto o cilindro teóricamente ideal. Una característica datum es una característica física de la parte identificada por un símbolo de característica datum y su correspondiente símbolo de característica datum, p. ej.,
{\displaystyle {\displaystyle \Box }\!\!\!\!{\scriptstyle {\mathsf {A}}}\!-\!\!\!-\!\!\!\blacktriangleleft \!\!\!|}
Estos son entonces referenciados por uno o más referencias de características datum las cuales indican mediciones con respecto a la correspondiente característica datum y pueden encontrase en un rectángulo de referencia datum :).

### Marco de control
La indicación de tolerancia geométrica se realiza por medio de un rectángulo dividido en compartimentos, donde se sitúan por orden el tipo de tolerancia, el perfil de la zona de tolerancia, el valor de la tolerancia el modificador de la condición en la que se aplica la tolerancia y las referencias dato con sus respectivos modificadores.

## Normas o estándares usados en GD&T

### ISO/TC 10Dibujo técnico y documentación técnica
- ISO 128 Dibujos técnicos – Principios generales de representación
- ISO 7083 Dibujos técnicos – Símbolos para las tolerancias geométricas - Proporciones y medidas
- ISO 13715 Dibujos técnicos - los Bordes de forma indefinida - Vocabulario e indicaciones.
- ISO 15786 Dibujos técnicos - Representación simplificada y dimensionamiento de agujeros
- ISO 16792 Documentación técnica del producto - Prácticas de los datos de la definición digital del producto

### ISO/TC 213Dimensiones y especificaciones geométricas de producto (GPS)
En la ISO/TR 14638 GPS – Masterplan se define la diferencia entre la normas para la GPS globales, generales y complementarias.
- Norma GPS Fundamental
  - ISO 8015 Conceptos, principios y reglas

- Normas GPS Globales
  - ISO 14660-1 Geometrial features
  - ISO 1101 Geometrical tolerancing – Tolerances of form, orientation, location and run-out
  - ISO 1119 Series of conical tapers and taper angles
  - ISO 2692 Geometrical tolerancing – Maximum material requirement (MMR), least material requirement (LMR) and reciprocity requirement (RPR)
  - ISO 3040 Dimensioning and tolerancing – Cones
  - ISO 5458 Geometrical tolerancing – Positional tolerancing
  - ISO 5459 Geometrical tolerancing – Datums and datum systems
  - ISO 10578 Tolerancing of orientation and location – Projected tolerance zone
  - ISO 10579 Dimensioning and tolerancing – Non-rigid parts
  - ISO 14406 Extraction
  - ISO 22432 Features utilized in specification and verification

- Normas GPS Generales: Areal and profile surface texture
  - ISO 1302 Indication of surface texture in technical product documentation
  - ISO 3274 Surface texture: Profile method – Nominal characteristics of contact (stylus) instruments
  - ISO 4287 Surface texture: Profile method – Terms, definitions and surface texture parameters
  - ISO 4288 Surface texture: Profile method – Rules and procedures for the assessment of surface texture
  - ISO 8785 Surface imperfections – Terms, definitions and parameters
  - Form of a surface independent of a datum or datum system. Each of them has a part 1 for the Vocabulary and parameters and a part 2 for the Specification operators:
    - ISO 12180 Cylindricity
    - ISO 12181 Roundness
    - ISO 12780 Straightness
    - ISO 12781 Flatness

  - ISO 25178 Surface texture: Areal

- General GPS standards: Extraction and filtration techniques
  - ISO/TS 1661 Filtration
  - ISO 11562 Surface texture: Profile method – Metrological characteristics of phase correct filters
  - ISO 12085 Surface texture: Profile method – Motif parameters
  - ISO 13565 Profile method; Surfaces having stratified functional properties

### Normas ASMEAmerican Society of Mechanical Engineers
- ASME Y14.41-2003 Digital Product Definition Data Practices
- ASME Y14.5 - 2009 Dimensioning and Tolerancing
- ASME Y14.5M-1994 Dimensioning and Tolerancing
- ASME Y14.5.1M-1994 Mathematical Definition of Dimensioning and Tolerancing Principles

### Normas GD&T para el intercambio de datos e integración
- ISO 10303 Industrial automation systems and integration — Product data representation and exchange
  - ISO 10303-47 Integrated generic resource: Shape variation tolerances
  - ISO/TS 10303-1130 Application module: Derived shape element
  - ISO/TS 10303-1050 Application module: Dimension tolerance
  - ISO/TS 10303-1051 Application module: Geometric tolerance
  - ISO/TS 10303-1052 Application module: Default tolerance
  - ISO/TS 10303-1666 Application module: Extended geometric tolerance
  - ISO 10303-203 Application protocol: Configuration controlled 3D design of mechanical parts and assemblies
  - ISO 10303-210 Application protocol: Electronic assembly, interconnection, and packaging design
  - ISO 10303-214 Application protocol: Core data for automotive mechanical design processes
  - ISO 10303-224 Application protocol: Mechanical product definition for process planning using machining features
  - ISO 10303-238 Application protocol: Application interpreted model for computerized numerical controllers (STEP-NC)]]

## Lecturas posibles
- McCale, Michael R. (1999). «A Conceptual Data Model of Datum Systems». Journal of Research of the National Institute of Standards and Technology 104 (4): 349-400. Archivado desde el original el 18 de octubre de 2011. Consultado el 21 de enero de 2012.
- HENZOLD, Georg. Geometrical Dimensioning and Tolerancing for Design, Manufacturing and Inspection. 2nd Edition, Elsevier, Oxford, UK, 2006.
- DRAKE JR, Paul J. Dimensioning and Tolerancing Handbook. McGraw-Hill, New York, 1999
- Bramble, Kelly L. Geometric Boundaries II, Practical Guide to Interpretation and Application ASME Y14.5-2009, Engineers Edge, 2009